# Steven Beattie
Steven Beattie (Skerries, 20 agosto 1988) è un ex calciatore irlandese, di ruolo attaccante.

## Carriera
Ha giocato nella prima divisione dei campionati islandese ed irlandese.

## Palmarès

### Club

#### Competizioni nazionali
- Campionato irlandese: 1

Cork City: 2017
- Coppa d'Irlanda: 2

Cork City: 2016, 2017
- Supercoppa d'Irlanda: 2

Cork City: 2016, 2017